# Biserica Sfânta Cruce a Palatului din Napoli
Biserica Sfânta Cruce a Palatului (în italiană Chiesa di Santa Croce di Palazzo) este o biserică din Napoli. Clădirea bisericii a fost construită în secolul al XIX-lea pentru a înlocui pe o alta mai veche (dedicată Sfintei Maria a Crucii); această biserică a fost fondată în perioada angevină pe așa-numitul loc al crucii (della croce), unde era venerată imaginea Sfintei Fecioarei Maria.
În 1327 regele Robert de Anjou (1309-1343) a intrat în Capela Regală Sf. Ludovic, situată pe locul unde se află astăzi Bazilica Sfântul Francisc de Paola. Soția regelui, Sancha de Aragon, a fondat o mănăstire în care s-a retras sub numele de sora Chiara di Santa Croce și, în această biserică, a fost îngropată în 1345. În timpul domniei reginei Ioana a II-a de Neapole (1414-1435), deoarece complexul se afla în afara zidurilor, călugărițele au fost mutate la Bazilica Sfânta Clara, unde au fost transferate rămășițele pământești ale Sanchei, pierzându-se apoi orice urmă a lor.
Ulterior complexul a fost abandonat până când Alfonso I de Neapole (1442-1458) l-a desemnat capelă regală; în 1778 a fost distrus pentru a face loc pentru palatul prințului de Salerno. Biserica a supraviețuit până în 1810, când a fost la rândul ei demolată. În actuala biserică sunt păstrate lucrări de artă din secolul al XIX-lea.